# Geschützter Landschaftsbestandteil Landschaftspark
Der Geschützte Landschaftsbestandteil Landschaftspark mit 2,26 ha Flächengröße liegt in Oeventrop im Stadtgebiet von Arnsberg im Hochsauerlandkreis. Die Fläche wurde 1998 mit dem Landschaftsplan Arnsberg durch den Kreistag des Hochsauerlandkreises als Geschützter Landschaftsbestandteil (LB) ausgewiesen. Bei der Ausweisung 1998 hatte eine Flächengröße von 2,33 ha. 2021 wurde das LB bei der Neuaufstellung des Landschaftsplans verkleinert erneut ausgewiesen. Der Landschaftspark liegt westlich vom ehemaligen Kloster Oeventrop.

## Beschreibung
Beim LB handelt es sich um einen Park mit einem alten Baumbestand. Die Bäume haben einen Stammdurchmesser zwischen 50 und 80 cm, es handelt sich vor allem um Rotbuchen, Hainbuchen, Lärchen und andere Nadelgehölze. 
Der Landschaftsplan führt zum LB aus: „Er dient vor allem der Belebung des örtlichen Landschaftsbildes.“

## Schutzgrund, Verbote und Gebote
Der Geschützte Landschaftsbestandteile haben laut Landschaftsplan eine besondere Funktion für die Gliederung und Belebung des Landschaftsbildes bzw. des umgebenden Offenlandes. Es kommt solchen Objekten in der Regel eine erhöhte Bedeutung als Bruthabitat für Hecken- und Gebüschbrüter zu. Laut Landschaftsplan sind Geschützte Landschaftsbestandteile im Plangebiet durch seinen eigenständigen Charakter deutlich von der sie umgebenden „normalen“ Wald- und Feld-Landschaft zu unterscheiden.
Wie bei allen LB ist es verboten diese zu beschädigen, auszureißen, auszugraben oder Teile davon abzutrennen oder auf andere Weise in seinem Wachstum oder Erscheinungsbild zu beeinträchtigen. Unberührt ist jedoch die ordnungsgemäße Pflege eines LB.
Das LB soll laut Landschaftsplan „durch geeignete Pflegemaßnahmen erhalten werden, solange der dafür erforderliche Aufwand in Abwägung mit ihrer jeweiligen Bedeutung für Natur und Landschaft gerechtfertigt ist.“